# Harvey Guillén
Harvey Guillén, född 3 maj 1990 i Orange County, Kalifornien, är en mexikansk-amerikansk skådespelare.
Guillén har bland annat medverkat i TV-serierna What We Do in the Shadows (2019-2024) och Human Resources (2022-2023). Han medverkar även i filmerna Mästerkatten 2 från 2022 Doggy Style från 2023.

## Filmografi (i urval)
- 2019–2024 – What We Do in the Shadows (TV-serie)
- 2021 – Teenage Euthanasia (TV-serie)
- 2022 – Mästerkatten 2
- 2022–2023 – Human Resources (TV-serie)
- 2022–2023 – Kung Fu Panda: Drakriddaren (TV-serie)
- 2023 – Doggy Style
- 2023 – Önskan
- 2024 – The Life of Chuck
- 2025 – Companion